# UMC Sint-Pieter

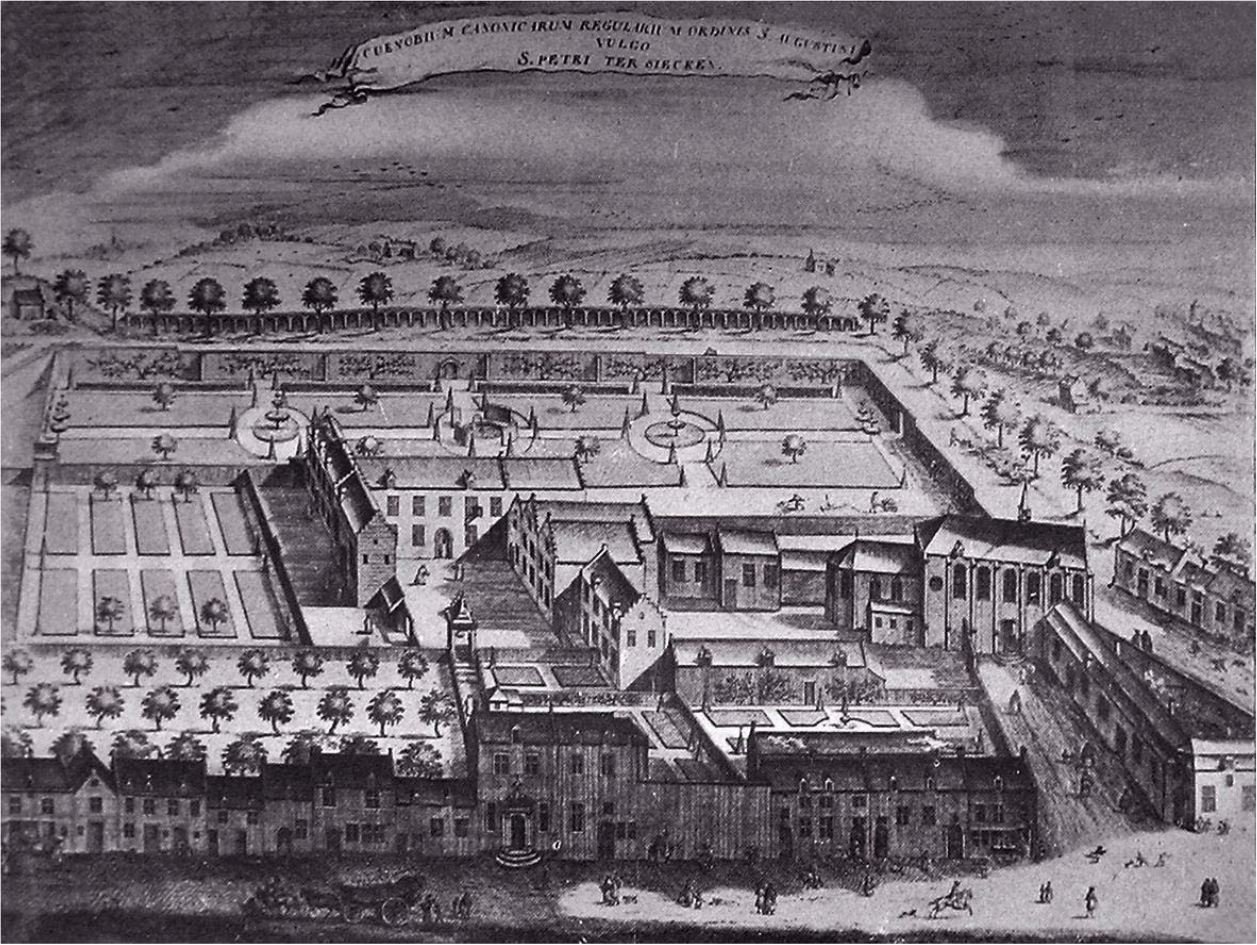
Sint-Pieter ter Siecken. Leprozerij afgebeeld in Chorographia sacra Brabantiae (1727).

UMC Sint-Pieter (Frans: Hôpital Saint-Pierre) is een universitair medisch centrum in Brussel.
Dit academisch ziekenhuis kent drie verpleegcentra in Brussel: campus Hallepoort, campus César De Paepe en campus Antoine Depage.
De geschiedenis van deze organisatie loopt van 1783 als ziekenhuis en zelfs terug van 1174 als een leprozenhuis rond een kapel ter ere van Sint-Pieter.
Sinds 2015 maakt het deel uit van Universitair Ziekenhuis Centrum Brussel, UZC Brussel, of UZCB (Frans: Centre hospitalier universitaire de Bruxelles (CHU Bruxelles of CHUB)).
Er zijn twee universiteiten aan dit ziekenhuis verbonden: Vrije Universiteit Brussel (VUB) en Université libre de Bruxelles (ULB).
UMC Sint-Pieter is een openbaar ziekenhuis en maakt deel uit van de Interhospitalenkoepel van de Regio voor Infrastructurele Samenwerking (IRIS), het netwerk van de Brusselse openbare ziekenhuizen.

## Geschiedenis
De gemeente Sint-Pieters Woluwe begon als een leprozerie, geopend in 1174 buiten de eerste stadsomwalling van Brussel. Rond een kapel stonden enkele huisjes voor de melaatsen en een kerkhof. Het complex kende een gestage uitbreiding en werd in de 14e eeuw opgenomen binnen de tweede omwalling. Met de afname van lepra nam ook het belang van Sint-Pieter af, tot de laatste lepralijdster in 1749 stierf. Vanaf dan was het een puur augustijnerklooster, tot het opgeheven werd onder keizer Jozef II. Hij liet er in 1784 een algemeen ziekenhuis oprichten.